# Anthon Cuypercrona
Anthon Cuypercrona (eller Cuypercroon före adlandet Cuyper), född 1631 i Danzig, död där 1 augusti 1688, var en polsk köpman och diplomat i svensk tjänst. Han var far till Pierre Cuypercrona.
Anthon Cuypercrona var son till handelsmannen Anthonis de Cuyper. Efter studier och resor i främmande länder återvände han som köpman till fädernestaden Danzig. 1652 gift med Maria Geldtsack, dotter till den svenske faktorn i Elbing Gert Peterson Geldtsack var han 1655-1659 bosatt i denna stad. Genom sin svärfar fick han en del svenska affärskontakter, bland annat med Magnus Gabriel De la Gardie. Sedan Cuypercrona överflyttat till Danzig upprätthöll han dessa kontakter, och då Magnus Gabriel De la Gardie reste ned för att delta i slutandet av freden i Oliwa ordnade han med inkvartering och andra tjänster för den svenska ambassaden samtidigt som han framförde en önskan att träda i svensk tjänst. 
Fredsdelegaterna konstituerade Cuypercrona som svensk kommissarie, och på hösten 1660 ackrediterades han av förmyndarregeringen som diplomatisk agent i Danzig. Han fick även i uppdrag vidarebefordra post mellan Polen och Sverige och även utföra andra uppdrag, fungera som mellanhand vid uppköp å Sveriges räkning, vara rapportör med mera. Till ersättning skulle han få vederlag för utlagda postavgifter och en lön på 600 riksdaler.
De flesta av Cuypercronas rapporter rör praktiska ärenden och innehåller nyheter av vikt från Danzig, Polen och Preussen. Endast mycket lite berör politik, och Cuypercrona återger mycket lite skvaller och lösa rykten. 1676 belönade Karl XI honom med adelskap för sina insatser. Regeringens order till Cuypercrona är få. Det handlar främst om enskilda önskemål från privatpersoner, utlösande av hos fienden fångna svenskar, avlivande av för Sverige menliga rykten och framförande av försäkringar om Sveriges välvilja eller hjälp till stadens ledning. Cuypercrona utförde även privata uppdrag åt främst Magnus Gabriel De la Gardie och Carl Gustaf Wrangel. Två gånger besökte han Sverige, 1665-1666 och 1674-1675. Under 1670-talet kom han i konflikt med den svenska ambassadören i Warszawa Anders Lilliehöök, som bland annat stödde den protestantiske agitatorn Egidius Strauch som gjorde sig mycket impopulär i Danzig, och skall ha behandlat Cuypercrona arrogant och nedlåtande.